# Verlorenerbach
Der Verlorenerbach ist ein knapp drei Kilometer langer linker Zufluss der Sauer im Elsass, in der Region Grand Est.

## Verlauf
Der Verlorenerbach entspringt auf einer Höhe von ungefähr 403 m in der Forêt de Gœrsdorf in den Nordvogesen nordwestlich von Lampertsloch direkt westlich vom Col du Wiep. Er fließt in nordwestlicher Richtung, seiner Hauptfließrichtung, welche er im Wesentlichen bis zu seiner Mündung beibehält, durch das bewaldete Schwarzthal und mündet schließlich südlich der Lembacher Siedlung Eichholz auf einer Höhe von ungefähr 179 m von links in die Sauer.
Der Verlorenerbach versickert bei geringer Wasserführung (im Frühjahr) etwa 150 m südöstlich der D27 (Lembach - Woerth) in mehreren Schlucklöchern.
Auf der anderen Seite, etwas weiter nördlich, fließt der Markbach in die Sauer.